# 亚历山大·波普科夫
亚历山大·叶夫根耶维奇·波普科夫（俄语：Александр Евгеньевич Попков，1994年12月27日—）生于圣彼得堡，是一名俄罗斯男子游泳运动员，主攻自由泳和蝶泳。2016年，他获得里约奥运参赛资格，以预赛选手身份参加了男子4×100米自由泳接力项目。2017年12月，他在丹麦哥本哈根进行的欧洲短池游泳锦标赛上获得男子50米蝶泳金牌，这是他职业生涯的首个国际主要赛事个人项目金牌。